# ГЕС Zìyīlǐ
ГЕС Zìyīlǐ (自一里水电站) — гідроелектростанція у центрі Китаю в провінції Сичуань. Знаходячись між ГЕС Shuǐniújiā (вище по течії) та ГЕС Mùzuò, входить до складу каскаду на річці Huǒxī, лівій притоці Фуцзян, яка в свою чергу є правою притокою Цзялін (великий лівий доплив Янцзи).
У межах проекту річку перекрили бетонною греблею висотою 20 метрів та довжиною 97 метрів. Вона утримує невелике водосховище з об'ємом лише 508 тис. м3, в якому припустиме коливання рівня між позначками 2027 та 2034 метри НРМ. Зі сховища ресурс подається через прокладений у правобережному гірському масиві дериваційний тунелю довжиною біля 9 км.
Основне обладнання станції становлять дві турбіни типу Френсіс потужністю по 65 МВт, які використовують напір у 445 метрів.